# Tansu Çiller
Tansu Çiller (turcă: [ˈtansʊ tʃiˈlːæɾ]; n. 24 mai 1946, Istanbul, Turcia) este o economistă care a fost la treizecelea prim ministru al Turciei, din 1993 până în 1996, fiind singura femeie din Turcia care a deținut această funcție. Ca lider al Partidului Adevărata Cale, a servit simultan ca vice-prim-ministru al Turciei și ca ministru al Afacerilor Externe între 1996 și 1997.

## Cariera politică (1990-2002)
Çiller a intrat în politică în noiembrie 1990, ca membră a partidului conservator Adevărata Cale (DYP) în calitate de consilier economic al fostului Prim-Ministru Süleyman Demirel. A fost aleasă în parlament în anul 1991. DYP a devenit cel mai mare partid (cu 27% din mandate) și Demirel a format un guvern de coaliție (al 49-lea guvern al republicii Turce). Tansu Çiller a fost numit ministru al economiei. Ea a fost aleasă în comitetul executiv al DYP și a dobândit poziția de vicepreședinte.

### Prim-Ministru (1993-1996)
După moartea președintelui în funcție Turgut Özal, Prim-Ministrul Süleyman Demirel a câștigat alegerile prezidențiale din 1993 de pe 16 mai 1993. Adversarii ei s-au retras și a devenit liderul partidului, și pe 25 iunie a devenit Prim-Ministru, formând un guvern de coaliție cu Partidul Social Democrat și Partid Populist (SHP).
A condus partidul cu autoritate, nefiind interesată de problemele femeilor.

### Viceprim-ministru (1996-1997)
Çiller a devenit Ministru al Afacerilor Externe și vice-prim-ministru în martie. Coalitia de guvernământ s-a prăbușit în iunie 1996, cu Çiller menținându-și pozițiile. Çiller și-a pierdut credibilitatea ca lider politic pentru că și-a unit forțele cu cei care au criticat-o cel mai mult.
Ca viceprim-ministru, Çiller a declarat că, dacă Grecia va încerca să împartă Albania, armata turcă ar ajunge în Atena 24 de ore mai târziu.
A fost criticată pentru subminarea democrației 

## Viața personală
Tansu Çiller este căsătorită cu Özer Uçuran Çiller și au doi băieți, Mert și Berk.